# Викторија (Илиноис)
Викторија (енгл. Victoria) град је у америчкој савезној држави Илиноис.

## Демографија
По попису из 2010. године број становника је 316, што је 7 (-2,2%) становника мање него 2000. године.
| Група             | 2000.       | 2010.       |
| Белци             | 319 (98,8%) | 311 (98,4%) |
| Афроамериканци    | 0 (0,0%)    | 1 (0,3%)    |
| Азијати           | 0 (0,0%)    | 0 (0,0%)    |
| Хиспаноамериканци | 1 (0,3%)    | 3 (0,9%)    |
| Укупно            | 323         | 316         |